# Liga Colombiana de Béisbol Profesional 2017-18
La Liga Colombiana de Béisbol Profesional 2017-18, por motivos de patrocinio Liga AVG 300 de Béisbol 2017-2018, fue la 42° edición del béisbol invernal en Colombia.
Se inició el 3 de noviembre de 2017, su principal novedad fue el regreso del equipo Tigres de Cartagena, que disputará el torneo reemplazando a Indios de Cartagena. El campeón disputará la Serie Latinoamericana 2018 en representación de Colombia en Nicaragua.

## Sistema de juego
La primera fase llamada temporada regular la jugarán los cuatro equipos inscritos entre sí, disputando 42
juegos, 21 de local y 21 de visitante. Luego se jugará un Pre-Play Off en donde se enfrentaran el segundo y el tercero de la tabla de posiciones de la fase regular, el ganador de esta serie, será el equipo que gane 3 de 5 juegos. La final la disputarán el primero de la tabla de posiciones de la fase regular y el ganador del Pre-Play Off, se coronaría como campeón al equipo que gane 4 de 7 juegos.

## Equipos participantes
| Equipo                   | Fundación | Entrenador     | Ciudad/Municipio       | Estadio                   | Aforo  | Patrocinador Principal |
| ------------------------ | --------- | -------------- | ---------------------- | ------------------------- | ------ | ---------------------- |
| Caimanes de Barranquilla | 1984      | Neder Horta    | Barranquilla/Sincelejo | Estadio Veinte de enero   | 10.000 | Grupo Olímpica         |
| Tigres de Cartagena      | 1996      | Ender Chávez   | Cartagena              | Estadio Once de Noviembre | 12 000 | Claro                  |
| Leones de Montería       | 2003      | Jair Fernández | Montería               | Estadio 18 de Junio       | 11 000 | Alcaldía de Montería   |
| Toros de Sincelejo       | 2003      | Eddie Dennis   | Sincelejo              | Estadio 20 de enero       | 10 000 | Coca-Cola              |

### Cambio de entrenadores
| Equipo              | Entrenador saliente | Fecha de salida         | Reemplazado por | Fecha de llegada        |
| ------------------- | ------------------- | ----------------------- | --------------- | ----------------------- |
| Tigres de Cartagena | Ender Chávez        | 26 de noviembre de 2017 | Ronald Ramírez  | 27 de noviembre de 2017 |

## Temporada regular
Desde el 3 de noviembre del 2017 hasta el 30 de diciembre del 2017.

### Posiciones
| Pos | Equipo                   | J  | V  | D  | Avg   | PD   | Local | Visita |
| --- | ------------------------ | -- | -- | -- | ----- | ---- | ----- | ------ |
| 1.  | Caimanes de Barranquilla | 42 | 26 | 16 | 0.619 | --   | 13-8  | 13-8   |
| 2.  | Leones de Montería       | 42 | 24 | 18 | 0.571 | 2,0  | 13-7  | 11-11  |
| 3.  | Toros de Sincelejo       | 42 | 21 | 21 | 0.500 | 5,0  | 14-7  | 7-14   |
| 4.  | Tigres de Cartagena      | 42 | 13 | 29 | 0.310 | 13,0 | 8-13  | 5-16   |

|  |                              |
|  | Clasificados al Round Robin. |

### Resultados
Se disputarán 42 juegos cada equipo a partir del 3 de noviembre del 2017 hasta el 30 de diciembre del 2017.

### Noviembre
| Caimanes | 4 : 1 | Toros    | Veinte de enero, Sincelejo   | 3 de noviembre | 19:00 | AVG 360 app     |
| Leones   | 2 : 6 | Tigres   | Once de Noviembre, Cartagena | 3 de noviembre | 19:00 | AVG 360 app     |
| Toros    | 1 : 2 | Caimanes | Veinte de enero, Sincelejo   | 4 de noviembre | 17:00 | AVG 360 app     |
| Leones   | 4 : 1 | Tigres   | Once de Noviembre, Cartagena | 4 de noviembre | 17:00 | Sin transmisión |
| Caimanes | 2 : 3 | Toros    | Veinte de enero, Sincelejo   | 5 de noviembre | 16:00 | Sin transmisión |
| Leones   | 7 : 5 | Tigres   | Once de Noviembre, Cartagena | 5 de noviembre | 16:00 | Sin transmisión |

| Toros    | 9 : 4  | Tigres   | Once de Noviembre, Cartagena | 7 de noviembre  | 19:00 | Sin transmisión |
| Leones   | 2 : 1  | Caimanes | Veinte de enero, Sincelejo   | 7 de noviembre  | 19:00 | AVG 360 app     |
| Toros    | 4 : 6  | Tigres   | Once de Noviembre, Cartagena | 8 de noviembre  | 19:00 | Sin transmisión |
| Leones   | 2 : 1  | Caimanes | Veinte de enero, Sincelejo   | 8 de noviembre  | 19:00 | AVG 360 app     |
| Tigres   | 6 : 11 | Leones   | Dieciocho de Junio, Montería | 10 de noviembre | 19:00 | AVG 360 app     |
| Toros    | 5 : 4  | Caimanes | Veinte de enero, Sincelejo   | 10 de noviembre | 19:00 | Sin transmisión |
| Tigres   | 5 : 6  | Leones   | Dieciocho de Junio, Montería | 11 de noviembre | 17:00 | AVG 360 app     |
| Caimanes | 2 : 1  | Toros    | Veinte de enero, Sincelejo   | 11 de noviembre | 17:00 | Sin transmisión |
| Toros    | 3 : 6  | Caimanes | Veinte de enero, Sincelejo   | 12 de noviembre | 16:00 | Sin transmisión |
| Tigres   | 3 : 2  | Leones   | Dieciocho de Junio, Montería | 12 de noviembre | 17:00 | AVG 360 app     |

| Caimanes | 6 : 2  | Tigres   | Once de Noviembre, Cartagena | 14 de noviembre | 19:00 | Sin transmisión |
| Leones   | 3 : 7  | Toros    | Veinte de enero, Sincelejo   | 14 de noviembre | 19:00 | AVG 360 app     |
| Caimanes | 1 : 0  | Tigres   | Once de Noviembre, Cartagena | 15 de noviembre | 19:00 | Sin trasmisión  |
| Toros    | 4 : 5  | Leones   | Dieciocho de Junio, Montería | 15 de noviembre | 19:00 | AVG 360 app     |
| Tigres   | 1 : 2  | Toros    | Veinte de enero, Sincelejo   | 17 de noviembre | 19:00 | Sin transmisión |
| Caimanes | 4 : 2  | Leones   | Dieciocho de Junio, Montería | 17 de noviembre | 19:00 | AVG 360 app     |
| Tigres   | 2 : 7  | Toros    | Veinte de enero, Sincelejo   | 18 de noviembre | 17:00 | Sin transmisión |
| Leones   | 10 : 2 | Caimanes | Dieciocho de Junio, Montería | 18 de noviembre | 17:00 | AVG 360 app     |
| Tigres   | 2 : 3  | Toros    | Veinte de enero, Sincelejo   | 19 de noviembre | 16:00 | Sin transmisión |
| Caimanes | 4 : 5  | Leones   | Dieciocho de Junio, Montería | 19 de noviembre | 17:00 | AVG 360 app     |

| Tigres   | 0 : 6  | Toros    | Veinte de enero, Sincelejo   | 21 de noviembre | 19:00 | Sin transmisión |
| Caimanes | 7 : 2  | Leones   | Dieciocho de Junio, Montería | 21 de noviembre | 19:00 | AVG300 app      |
| Tigres   | 3 : 4  | Toros    | Veinte de enero, Sincelejo   | 22 de noviembre | 19:00 | Sin transmisión |
| Caimanes | 9 : 2  | Leones   | Dieciocho de Junio, Montería | 22 de noviembre | 19:00 | AVG300 app      |
| Toros    | 3 : 2  | Tigres   | Once de Noviembre, Cartagena | 24 de noviembre | 19:00 | Sin transmisión |
| Leones   | 2 : 1  | Caimanes | Veinte de enero, Sincelejo   | 24 de noviembre | 19:00 | AVG300 app      |
| Toros    | 8 : 5  | Tigres   | Once de Noviembre, Cartagena | 25 de noviembre | 17:00 | Sin transmisión |
| Caimanes | 3 : 16 | Leones   | Dieciocho de Junio, Montería | 25 de noviembre | 17:00 | AVG300 app      |
| Toros    | 7 : 2  | Tigres   | Once de Noviembre, Cartagena | 26 de noviembre | 16:00 | Sin transmisión |
| Leones   | 6 : 10 | Caimanes | Veinte de enero, Sincelejo   | 26 de noviembre | 16:00 | AVG300 app      |

### Diciembre
| Tigres   | 9 : 7 | Caimanes | Once de Noviembre, Cartagena | 28 de noviembre | 19:00 | Sin transmisión |
| Toros    | 1 : 2 | Leones   | Dieciocho de Junio, Montería | 28 de noviembre | 19:00 | AVG300 app      |
| Tigres   | 3 : 8 | Caimanes | Once de Noviembre, Cartagena | 29 de noviembre | 19:00 | Sin transmisión |
| Leones   | 1 : 8 | Toros    | Veinte de enero, Sincelejo   | 29 de noviembre | 19:00 | AVG300 app      |
| Caimanes | 8 : 3 | Tigres   | Once de Noviembre, Cartagena | 1 de diciembre  | 19:00 | Sin transmisión |
| Leones   | 5 : 0 | Toros    | Veinte de enero, Sincelejo   | 1 de diciembre  | 19:00 | AVG300 app      |
| Caimanes | 1 : 2 | Tigres   | Once de Noviembre, Cartagena | 2 de diciembre  | 17:00 | Sin transmisión |
| Toros    | 0 : 3 | Leones   | Dieciocho de Junio, Montería | 2 de diciembre  | 17:00 | AVG300 app      |
| Caimanes | 7 : 3 | Tigres   | Once de Noviembre, Cartagena | 3 de diciembre  | 16:00 | Sin transmisión |
| Leones   | 2 : 8 | Toros    | Veinte de enero, Sincelejo   | 3 de diciembre  | 16:00 | AVG300 app      |

| Tigres   | 2 : 11 | Leones   | Dieciocho de Junio, Montería | 5 de diciembre  | 19:00 | AVG300 app         |
| Toros    | 4 : 5  | Caimanes | Veinte de enero, Sincelejo   | 5 de diciembre  | 19:00 | Sin transmisión    |
| Tigres   | 4 : 2  | Leones   | Dieciocho de Junio, Montería | 6 de diciembre  | 19:00 | AVG300 app         |
| Caimanes | 3 : 4  | Toros    | Veinte de enero, Sincelejo   | 6 de diciembre  | 19:00 | Sin transmisión    |
| Leones   | 2 : 7  | Tigres   | Once de Noviembre, Cartagena | 9 de diciembre  | 17:00 | Sin transmisión    |
| Leones   | 2 : 5  | Tigres   | Once de Noviembre, Cartagena | 9 de diciembre  | 19:00 | Aplazado del 8-Dic |
| Toros    | 0 : 1  | Caimanes | Veinte de enero, Sincelejo   | 9 de diciembre  | 17:00 | Sin transmisión    |
| Leones   | 8 : 4  | Tigres   | Once de Noviembre, Cartagena | 10 de diciembre | 16:00 | Sin transmisión    |

| Caimanes | 5 : 3  | Toros    | Veinte de enero, Sincelejo   | 11 de diciembre | 19:00 | Aplazado del 8-Dic |
| Tigres   | 5 : 9  | Toros    | Veinte de enero, Sincelejo   | 12 de diciembre | 19:00 | Sin transmisión    |
| Leones   | 12 : 7 | Caimanes | Dieciocho de Junio, Montería | 12 de diciembre | 19:00 | Sin transmisión    |
| Tigres   | 1 : 10 | Toros    | Veinte de enero, Sincelejo   | 13 de diciembre | 19:00 | Sin transmisión    |
| Caimanes | 5 : 8  | Leones   | Dieciocho de Junio, Montería | 13 de diciembre | 19:00 | AVG300 app         |
| Tigres   | 0 : 6  | Caimanes | Once de Noviembre, Cartagena | 15 de diciembre | 19:00 | Sin transmisión    |
| Toros    | 6 : 7  | Leones   | Dieciocho de Junio, Montería | 15 de diciembre | 19:00 | AVG300 app         |
| Tigres   | 1 : 7  | Caimanes | Once de Noviembre, Cartagena | 16 de diciembre | 17:00 | Sin transmisión    |
| Leones   | 4 : 1  | Toros    | Veinte de enero, Sincelejo   | 16 de diciembre | 17:00 | AVG300 app         |
| Tigres   | 9 : 4  | Caimanes | Once de Noviembre, Cartagena | 17 de diciembre | 16:00 | Sin transmisión    |
| Toros    | 12 : 1 | Leones   | Dieciocho de Junio, Montería | 17 de diciembre | 17:00 | AVG300 app         |

| Tigres   | 1 : 7  | Leones   | Dieciocho de Junio, Montería | 19 de diciembre | 19:00 | Sin transmisión     |
| Toros    | 4 : 6  | Caimanes | Veinte de enero, Sincelejo   | 19 de diciembre | 19:00 | Sin transmisión     |
| Caimanes | 1 : 0  | Toros    | Veinte de enero, Sincelejo   | 20 de diciembre | 17:00 | Aplazado del 10-Dic |
| Tigres   | 6 : 5  | Leones   | Dieciocho de Junio, Montería | 20 de diciembre | 19:00 | Sin transmisión     |
| Leones   | 3 : 10 | Toros    | Veinte de enero, Sincelejo   | 22 de diciembre | 19:00 | Sin transmisión     |
| Caimanes | 0 : 1  | Tigres   | Once de Noviembre, Cartagena | 22 de diciembre | 19:00 | Sin transmisión     |
| Toros    | 5 : 15 | Leones   | Dieciocho de Junio, Montería | 23 de diciembre | 17:00 | Sin transmisión     |
| Caimanes | 11 : 1 | Tigres   | Once de Noviembre, Cartagena | 23 de diciembre | 17:00 | Sin transmisión     |

| Toros    | 0 : 4  | Tigres   | Once de Noviembre, Cartagena | 26 de diciembre | 19:00 | Sin transmisión       |
| Leones   | 2 : 8  | Caimanes | Veinte de enero, Sincelejo   | 26 de diciembre | 19:00 | Sin transmisión       |
| Toros    | 10 : 3 | Tigres   | Once de Noviembre, Cartagena | 27 de diciembre | 19:00 | Sin transmisión       |
| Caimanes | 3 : 1  | Leones   | Veinte de enero, Sincelejo   | 27 de diciembre | 19:00 | Sin transmisión       |
| Tigres   | 7 : 8  | Caimanes | Once de Noviembre, Cartagena | 28 de diciembre | 19:00 | Sin transmisión       |
| Leones   | 6 : 5  | Toros    | Dieciocho de Junio, Montería | 29 de diciembre | 16:00 | Suspendido de 28-Dic  |
| Tigres   | 1 : 4  | Caimanes | Once de Noviembre, Cartagena | 29 de diciembre | 19:00 | Sin transmisión       |
| Toros    | 2 : 3  | Leones   | Dieciocho de Junio, Montería | 29 de diciembre | 19:25 | Sin transmisión       |
| Caimanes | 2 : 3  | Toros    | Veinte de enero, Sincelejo   | 30 de diciembre | 15:00 | Suspendido del 20-Dic |
| Leones   | 1 : 7  | Tigres   | Once de Noviembre, Cartagena | 30 de diciembre | 17:00 | Sin transmisión       |
| Toros    | 1 : 6  | Caimanes | Veinte de enero, Sincelejo   | 30 de diciembre | 18:00 | Sin transmisión       |

### Resumen de las series
| Resumen de series        | Resumen de series  | Resumen de series | Resumen de series | Resumen de series | Resumen de series | Resumen de series | Resumen de series | Resumen de series | Resumen de series | Resumen de series | Resumen de series |
| Ganador                  | Series             | Res. Serie        | Juego 1           | Juego 2           | Juego 3           | Juego 4           | Juego 5           | Juego 6           | Juego 7           | Ciudad            |                   |
| ------------------------ | ------------------ | ----------------- | ----------------- | ----------------- | ----------------- | ----------------- | ----------------- | ----------------- | ----------------- | ----------------- | ----------------- |
| Tigres (7 - 7) Leones    | Tigres vs Leones   | 3 - 4             | 6 : 11            | 5 : 6             | 3 : 2             | 2 : 11            | 4 : 2             | 1 : 7             | 6 : 5             | Montería          |                   |
| Tigres (7 - 7) Leones    | Leones vs Tigres   | 3 - 4             | 2 : 6             | 4 : 1             | 7 : 5             | 2 : 7             | 2 : 5             | 8 : 4             | 1 : 7             | Cartagena         |                   |
| Caimanes (10 - 4) Toros  | Caimanes vs Toros  | 4 - 3             | 4 : 1             | 2 : 3             | 2 : 1             | 3 : 4             | 5 : 3             | 1 : 0             | 2 : 3             | Sincelejo         |                   |
| Caimanes (10 - 4) Toros  | Toros vs Caimanes  | 1 - 6             | 1 : 2             | 5 : 4             | 3 : 6             | 4 : 5             | 0 : 1             | 4 : 6             | 1 : 6             | Sincelejo         |                   |
| Toros (12 - 2) Tigres    | Tigres vs Toros    | 0 - 7             | 1 : 2             | 2 : 7             | 2 : 3             | 0 : 6             | 3 : 4             | 5 : 9             | 1 : 10            | Sincelejo         |                   |
| Toros (12 - 2) Tigres    | Toros vs Tigres    | 5 - 2             | 9 : 4             | 4 : 6             | 3 : 2             | 8 : 5             | 7 : 2             | 0 : 4             | 10 : 3            | Cartagena         |                   |
| Caimanes (6 - 8) Leones  | Leones vs Caimanes | 5 - 2             | 2 : 1             | 2 : 1             | 10 : 2            | 2 : 1             | 6 : 10            | 12 : 7            | 2 : 8             | Montería          |                   |
| Caimanes (6 - 8) Leones  | Caimanes vs Leones | 4 - 3             | 4 : 2             | 4 : 5             | 7 : 2             | 9 : 2             | 3 : 16            | 5 : 8             | 3 : 1             | Montería          |                   |
| Leones (9 - 5) Toros     | Toros vs Leones    | 1 - 6             | 4 : 5             | 1 : 2             | 0 : 3             | 6 : 7             | 12 : 1            | 5 : 15            | 2 : 3             | Montería          |                   |
| Leones (9 - 5) Toros     | Leones vs Toros    | 3 - 4             | 3 : 7             | 1 : 8             | 5 : 0             | 2 : 8             | 4 : 1             | 3 : 10            | 6 : 5             | Sincelejo         |                   |
| Caimanes (10 - 4) Tigres | Tigres vs Caimanes | 2 - 5             | 9 : 7             | 3 : 8             | 0 : 6             | 1 : 7             | 9 : 4             | 7 : 8             | 1 : 4             | Cartagena         |                   |
| Caimanes (10 - 4) Tigres | Caimanes vs Tigres | 5 - 2             | 6 : 2             | 1 : 0             | 8 : 3             | 1 : 3             | 7 : 3             | 0 : 1             | 11 : 1            | Cartagena         |                   |

|  | Juegos ganados por Tigres   |
|  | Juegos ganados por Leones   |
|  | Juegos ganados por Toros    |
|  | Juegos ganados por Caimanes |

## Round Robin
Disputada entre el 2 y el 14 de enero entre los tres primeros de la fase regular.

### Desarrollo
Toros de Sincelejo obtuvo su paso a la final tras ganar los cuatro primeros juegos disputados sacando 3 juegos de ventaja sobre sus rivales, Leones de Montería venció a Toros en su quinto juego quedando a un paso de la clasificación a la final con 2 victoria y 3 derrotas, sin embargo Caimanes de Barranquilla superó a Leones en el siguiente juego y quedaron ambos con 2 victorias y 4 derrotas, posteriormente Caimanes caería ante Toros y Leones los dos siguientes juegos quedando eliminado con 2 victorias y 6 derrotas, mientras Leones quedó con 3 victorias y 4 derrotas a falta de un juego ante Toros.

### Posiciones Round Robin
| Pos | Equipo                   | V | D | J | Avg   | PD  | Local | Visita |
| --- | ------------------------ | - | - | - | ----- | --- | ----- | ------ |
| 1.  | Toros de Sincelejo       | 7 | 1 | 8 | 0.875 | --  | 3-1   | 4-0    |
| 2.  | Leones de Montería       | 3 | 5 | 8 | 0.375 | 4,0 | 0-4   | 3-1    |
| 3.  | Caimanes de Barranquilla | 2 | 6 | 8 | 0.250 | 5,0 | 0-4   | 2-2    |

|  |                                        |
|  | Clasificado a la final del campeonato. |

### Resultados Round Robin
| Toros    | 7 : 2   | Leones   | Dieciocho de Junio, Montería | 2 de enero  | 19:00 |
| Toros    | 4 : 3   | Caimanes | Veinte de enero, Sincelejo   | 3 de enero  | 19:00 |
| Caimanes | 4 : 2   | Leones   | Dieciocho de Junio, Montería | 4 de enero  | 19:00 |
| Leones   | 10 : 11 | Toros    | Veinte de enero, Sincelejo   | 5 de enero  | 19:00 |
| Caimanes | 4 : 12  | Toros    | Veinte de enero, Sincelejo   | 6 de enero  | 18:00 |
| Leones   | 5 : 2   | Caimanes | Veinte de enero, Sincelejo   | 7 de enero  | 17:00 |
| Caimanes | 2 : 3   | Toros    | Veinte de enero, Sincelejo   | 9 de enero  | 19:00 |
| Leones   | 6 : 5   | Toros    | Veinte de enero, Sincelejo   | 10 de enero | 19:00 |
| Caimanes | 8 : 6   | Leones   | Dieciocho de Junio, Montería | 11 de enero | 19:00 |
| Toros    | 7 : 6   | Caimanes | Veinte de enero, Sincelejo   | 12 de enero | 19:00 |
| Leones   | 3 : 1   | Caimanes | Veinte de enero, Sincelejo   | 13 de enero | 18:00 |
| Toros    | 6 : 1   | Leones   | Dieciocho de Junio, Montería | 14 de enero | 18:00 |

## Play Off Final
Disputada del 16 al 24 de enero de 2018 entre el primero de la fase regular y el ganador del Pre-Play Off.

### Desarrollo Play Off Final
El final se transmitió a través de AVG300, Telecaribe HD2 y Claro Sports Colombia.
Toros tomó ventaja en el primer juego en casa dejando en el campo en la parte alta del noveno a Leones por 3-2, el segundo juego lo ganó Leones para igualar la serie en un juego que estuvo apretado hasta la octava con marcador 5-4 pero finalmente los felinos vencieron 8-4. En el tercer juego Leones aplastó a Toros 14-3 anotando 9 carreras en el séptimo episodio para poner la serie 2-1 a su favor, la serie fue empatada 2-2 tras la victoria en el cuarto juego de Toros por 5-0 a Leones, trasladándose así a Sincelejo con ventaja para Toros luego de vencer en el quinto juego 11-6 en Montería dejando la serie 3-2. Jugado el sexto juego en la ciudad de Sincelejo Leones igualó la serie 3-3 tras vencer a Toros 6-3 obligando al séptimo juego para definir al campeón.
| Juego 1, 16 de enero, 19:00 (UTC-5) | Toros de Sincelejo | 3–2     | Leones de Montería | Veinte de enero, Sincelejo |   |   |   |   |   |   |    |   |
| |                    | Reporte |                    |                            |   |   |   |   |   |   |    |   |
| Detalle \| Equipo \| 1 \| 2 \| 3 \| 4 \| 5 \| 6 \| 7 \| 8 \| 9 \| C \| H \| E \| \| ------ \| - \| - \| - \| - \| - \| - \| - \| - \| - \| - \| -- \| - \| \| Leones \| 1 \| 0 \| 0 \| 0 \| 0 \| 0 \| 0 \| 0 \| 1 \| 2 \| 8 \| 1 \| \| Toros \| 0 \| 0 \| 1 \| 0 \| 0 \| 1 \| 0 \| 0 \| X \| 3 \| 10 \| 2 \|LG: Eduard Rosales LP: Gueddy Guerra SV: Marcos Tabata HRs: TOR – Angel Reyes Umpires: HP: Duración: 0h 00m |                    |         |                    |                            |   |   |   |   |   |   |    |   |
| Equipo | 1                  | 2       | 3                  | 4                          | 5 | 6 | 7 | 8 | 9 | C | H  | E |
| Leones | 1                  | 0       | 0                  | 0                          | 0 | 0 | 0 | 0 | 1 | 2 | 8  | 1 |
| Toros | 0                  | 0       | 1                  | 0                          | 0 | 1 | 0 | 0 | X | 3 | 10 | 2 |

| Equipo | 1 | 2 | 3 | 4 | 5 | 6 | 7 | 8 | 9 | C | H  | E |
| ------ | - | - | - | - | - | - | - | - | - | - | -- | - |
| Leones | 1 | 0 | 0 | 0 | 0 | 0 | 0 | 0 | 1 | 2 | 8  | 1 |
| Toros  | 0 | 0 | 1 | 0 | 0 | 1 | 0 | 0 | X | 3 | 10 | 2 |

| Juego 2, 17 de enero, 19:00 (UTC-5) | Toros de Sincelejo | 4–8     | Leones de Montería | Veinte de enero, Sincelejo |   |   |   |   |   |   |    |   |
| |                    | Reporte |                    |                            |   |   |   |   |   |   |    |   |
| Detalle \| Equipo \| 1 \| 2 \| 3 \| 4 \| 5 \| 6 \| 7 \| 8 \| 9 \| C \| H \| E \| \| ------ \| - \| - \| - \| - \| - \| - \| - \| - \| - \| - \| -- \| - \| \| Leones \| 0 \| 0 \| 0 \| 0 \| 0 \| 4 \| 1 \| 0 \| 3 \| 8 \| 8 \| 0 \| \| Toros \| 0 \| 0 \| 0 \| 0 \| 0 \| 2 \| 2 \| 0 \| 0 \| 4 \| 10 \| 2 \|LG: Anthony Vizcaya LP: Hernando Chiquillo SV: Jorge de León HRs: LEO – Jordan Diaz Umpires: HP: Duración: 0h 00m |                    |         |                    |                            |   |   |   |   |   |   |    |   |
| Equipo | 1                  | 2       | 3                  | 4                          | 5 | 6 | 7 | 8 | 9 | C | H  | E |
| Leones | 0                  | 0       | 0                  | 0                          | 0 | 4 | 1 | 0 | 3 | 8 | 8  | 0 |
| Toros | 0                  | 0       | 0                  | 0                          | 0 | 2 | 2 | 0 | 0 | 4 | 10 | 2 |

| Equipo | 1 | 2 | 3 | 4 | 5 | 6 | 7 | 8 | 9 | C | H  | E |
| ------ | - | - | - | - | - | - | - | - | - | - | -- | - |
| Leones | 0 | 0 | 0 | 0 | 0 | 4 | 1 | 0 | 3 | 8 | 8  | 0 |
| Toros  | 0 | 0 | 0 | 0 | 0 | 2 | 2 | 0 | 0 | 4 | 10 | 2 |

| Juego 3, 19 de enero, 19:00 (UTC-5) | Leones de Montería | 14–3    | Toros de Sincelejo | Dieciocho de Junio, Montería |   |   |   |   |   |    |    |   |
| |                    | Reporte |                    |                              |   |   |   |   |   |    |    |   |
| Detalle \| Equipo \| 1 \| 2 \| 3 \| 4 \| 5 \| 6 \| 7 \| 8 \| 9 \| C \| H \| E \| \| ------ \| - \| - \| - \| - \| - \| - \| - \| - \| - \| -- \| -- \| - \| \| Toros \| 0 \| 1 \| 2 \| 0 \| 0 \| 0 \| 0 \| 0 \| 0 \| 3 \| 4 \| 1 \| \| Leones \| 0 \| 1 \| 0 \| 0 \| 4 \| 0 \| 9 \| 0 \| X \| 14 \| 14 \| 0 \|LG: Carlos Misell LP: Jackson Solarte HRs: LEO – Ibandel Isabel Umpires: HP: Duración: 0h 00m |                    |         |                    |                              |   |   |   |   |   |    |    |   |
| Equipo | 1                  | 2       | 3                  | 4                            | 5 | 6 | 7 | 8 | 9 | C  | H  | E |
| Toros | 0                  | 1       | 2                  | 0                            | 0 | 0 | 0 | 0 | 0 | 3  | 4  | 1 |
| Leones | 0                  | 1       | 0                  | 0                            | 4 | 0 | 9 | 0 | X | 14 | 14 | 0 |

| Equipo | 1 | 2 | 3 | 4 | 5 | 6 | 7 | 8 | 9 | C  | H  | E |
| ------ | - | - | - | - | - | - | - | - | - | -- | -- | - |
| Toros  | 0 | 1 | 2 | 0 | 0 | 0 | 0 | 0 | 0 | 3  | 4  | 1 |
| Leones | 0 | 1 | 0 | 0 | 4 | 0 | 9 | 0 | X | 14 | 14 | 0 |

| Juego 4, 20 de enero, 18:00 (UTC-5) | Leones de Montería | 0–5     | Toros de Sincelejo | Dieciocho de Junio, Montería |   |   |   |   |   |   |   |   |
| |                    | Reporte |                    |                              |   |   |   |   |   |   |   |   |
| Detalle \| Equipo \| 1 \| 2 \| 3 \| 4 \| 5 \| 6 \| 7 \| 8 \| 9 \| C \| H \| E \| \| ------ \| - \| - \| - \| - \| - \| - \| - \| - \| - \| - \| - \| - \| \| Toros \| 0 \| 1 \| 0 \| 0 \| 1 \| 0 \| 0 \| 1 \| 2 \| 5 \| 8 \| 1 \| \| Leones \| 0 \| 0 \| 0 \| 0 \| 0 \| 0 \| 0 \| 0 \| 0 \| 0 \| 3 \| 0 \|LG: Porfirio López LP: Karl L. Triana HRs: TOR – Manuel Joseph Umpires: HP: Duración: 0h 00m |                    |         |                    |                              |   |   |   |   |   |   |   |   |
| Equipo | 1                  | 2       | 3                  | 4                            | 5 | 6 | 7 | 8 | 9 | C | H | E |
| Toros | 0                  | 1       | 0                  | 0                            | 1 | 0 | 0 | 1 | 2 | 5 | 8 | 1 |
| Leones | 0                  | 0       | 0                  | 0                            | 0 | 0 | 0 | 0 | 0 | 0 | 3 | 0 |

| Equipo | 1 | 2 | 3 | 4 | 5 | 6 | 7 | 8 | 9 | C | H | E |
| ------ | - | - | - | - | - | - | - | - | - | - | - | - |
| Toros  | 0 | 1 | 0 | 0 | 1 | 0 | 0 | 1 | 2 | 5 | 8 | 1 |
| Leones | 0 | 0 | 0 | 0 | 0 | 0 | 0 | 0 | 0 | 0 | 3 | 0 |

| Juego 5, 21 de enero, 17:00 (UTC-5) | Leones de Montería | 6–11    | Toros de Sincelejo | Dieciocho de Junio, Montería |   |   |   |   |   |    |   |   |
| |                    | Reporte |                    |                              |   |   |   |   |   |    |   |   |
| Detalle \| Equipo \| 1 \| 2 \| 3 \| 4 \| 5 \| 6 \| 7 \| 8 \| 9 \| C \| H \| E \| \| ------ \| - \| - \| - \| - \| - \| - \| - \| - \| - \| -- \| - \| - \| \| Toros \| 0 \| 7 \| 1 \| 2 \| 0 \| 0 \| 0 \| 1 \| 0 \| 11 \| 0 \| 0 \| \| Leones \| 0 \| 0 \| 0 \| 2 \| 1 \| 0 \| 3 \| 0 \| 0 \| 6 \| 0 \| 0 \|LG: Eduard Rosales LP: Anthony Bizcaya HRs: TOR – Jorge Alfaro LEO – Jordan Díaz Umpires: HP: Duración: 0h 00m |                    |         |                    |                              |   |   |   |   |   |    |   |   |
| Equipo | 1                  | 2       | 3                  | 4                            | 5 | 6 | 7 | 8 | 9 | C  | H | E |
| Toros | 0                  | 7       | 1                  | 2                            | 0 | 0 | 0 | 1 | 0 | 11 | 0 | 0 |
| Leones | 0                  | 0       | 0                  | 2                            | 1 | 0 | 3 | 0 | 0 | 6  | 0 | 0 |

| Equipo | 1 | 2 | 3 | 4 | 5 | 6 | 7 | 8 | 9 | C  | H | E |
| ------ | - | - | - | - | - | - | - | - | - | -- | - | - |
| Toros  | 0 | 7 | 1 | 2 | 0 | 0 | 0 | 1 | 0 | 11 | 0 | 0 |
| Leones | 0 | 0 | 0 | 2 | 1 | 0 | 3 | 0 | 0 | 6  | 0 | 0 |

| Juego 6, 23 de enero, 19:00 (UTC-5) | Toros de Sincelejo | 3–6     | Leones de Montería | Veinte de enero, Sincelejo |   |   |   |   |   |   |    |   |
| |                    | Reporte |                    |                            |   |   |   |   |   |   |    |   |
| Detalle \| Equipo \| 1 \| 2 \| 3 \| 4 \| 5 \| 6 \| 7 \| 8 \| 9 \| C \| H \| E \| \| ------ \| - \| - \| - \| - \| - \| - \| - \| - \| - \| - \| -- \| - \| \| Leones \| 3 \| 0 \| 2 \| 0 \| 0 \| 1 \| 0 \| 0 \| 0 \| 6 \| 11 \| 0 \| \| Toros \| 0 \| 0 \| 0 \| 0 \| 0 \| 0 \| 0 \| 0 \| 3 \| 3 \| 7 \| 2 \|LG: Gueddy Guerra LP: Hernando Chiquillo SV: Dumas García HRs: LEO – Ibandel Isabel Umpires: HP: Duración: 0h 00m |                    |         |                    |                            |   |   |   |   |   |   |    |   |
| Equipo | 1                  | 2       | 3                  | 4                          | 5 | 6 | 7 | 8 | 9 | C | H  | E |
| Leones | 3                  | 0       | 2                  | 0                          | 0 | 1 | 0 | 0 | 0 | 6 | 11 | 0 |
| Toros | 0                  | 0       | 0                  | 0                          | 0 | 0 | 0 | 0 | 3 | 3 | 7  | 2 |

| Equipo | 1 | 2 | 3 | 4 | 5 | 6 | 7 | 8 | 9 | C | H  | E |
| ------ | - | - | - | - | - | - | - | - | - | - | -- | - |
| Leones | 3 | 0 | 2 | 0 | 0 | 1 | 0 | 0 | 0 | 6 | 11 | 0 |
| Toros  | 0 | 0 | 0 | 0 | 0 | 0 | 0 | 0 | 3 | 3 | 7  | 2 |

| Juego 7, 24 de enero, 19:00 (UTC-5) | Toros de Sincelejo | 3–5     | Leones de Montería | Veinte de enero, Sincelejo |   |   |   |   |   |   |   |   |
| |                    | Reporte |                    |                            |   |   |   |   |   |   |   |   |
| Detalle \| Equipo \| 1 \| 2 \| 3 \| 4 \| 5 \| 6 \| 7 \| 8 \| 9 \| C \| H \| E \| \| ------ \| - \| - \| - \| - \| - \| - \| - \| - \| - \| - \| - \| - \| \| Leones \| 0 \| 1 \| 0 \| 0 \| 0 \| 1 \| 1 \| 2 \| 0 \| 5 \| 8 \| 1 \| \| Toros \| 0 \| 0 \| 0 \| 0 \| 1 \| 0 \| 0 \| 0 \| 2 \| 3 \| 7 \| 2 \|LG: Anthony Vizcaya LP: Yesid Salazar SV: Jorge de León HRs: LEO – Robinson Cabrera Umpires: HP: Duración: 0h 00m |                    |         |                    |                            |   |   |   |   |   |   |   |   |
| Equipo | 1                  | 2       | 3                  | 4                          | 5 | 6 | 7 | 8 | 9 | C | H | E |
| Leones | 0                  | 1       | 0                  | 0                          | 0 | 1 | 1 | 2 | 0 | 5 | 8 | 1 |
| Toros | 0                  | 0       | 0                  | 0                          | 1 | 0 | 0 | 0 | 2 | 3 | 7 | 2 |

| Equipo | 1 | 2 | 3 | 4 | 5 | 6 | 7 | 8 | 9 | C | H | E |
| ------ | - | - | - | - | - | - | - | - | - | - | - | - |
| Leones | 0 | 1 | 0 | 0 | 0 | 1 | 1 | 2 | 0 | 5 | 8 | 1 |
| Toros  | 0 | 0 | 0 | 0 | 1 | 0 | 0 | 0 | 2 | 3 | 7 | 2 |

| Juego 1, 16 de enero, 19:00 (UTC-5) | Toros de Sincelejo | 3–2     | Leones de Montería | Veinte de enero, Sincelejo |   |   |   |   |   |   |    |   |
| |                    | Reporte |                    |                            |   |   |   |   |   |   |    |   |
| Detalle \| Equipo \| 1 \| 2 \| 3 \| 4 \| 5 \| 6 \| 7 \| 8 \| 9 \| C \| H \| E \| \| ------ \| - \| - \| - \| - \| - \| - \| - \| - \| - \| - \| -- \| - \| \| Leones \| 1 \| 0 \| 0 \| 0 \| 0 \| 0 \| 0 \| 0 \| 1 \| 2 \| 8 \| 1 \| \| Toros \| 0 \| 0 \| 1 \| 0 \| 0 \| 1 \| 0 \| 0 \| X \| 3 \| 10 \| 2 \|LG: Eduard Rosales LP: Gueddy Guerra SV: Marcos Tabata HRs: TOR – Angel Reyes Umpires: HP: Duración: 0h 00m |                    |         |                    |                            |   |   |   |   |   |   |    |   |
| Equipo | 1                  | 2       | 3                  | 4                          | 5 | 6 | 7 | 8 | 9 | C | H  | E |
| Leones | 1                  | 0       | 0                  | 0                          | 0 | 0 | 0 | 0 | 1 | 2 | 8  | 1 |
| Toros | 0                  | 0       | 1                  | 0                          | 0 | 1 | 0 | 0 | X | 3 | 10 | 2 |

| Equipo | 1 | 2 | 3 | 4 | 5 | 6 | 7 | 8 | 9 | C | H  | E |
| ------ | - | - | - | - | - | - | - | - | - | - | -- | - |
| Leones | 1 | 0 | 0 | 0 | 0 | 0 | 0 | 0 | 1 | 2 | 8  | 1 |
| Toros  | 0 | 0 | 1 | 0 | 0 | 1 | 0 | 0 | X | 3 | 10 | 2 |

| Juego 2, 17 de enero, 19:00 (UTC-5) | Toros de Sincelejo | 4–8     | Leones de Montería | Veinte de enero, Sincelejo |   |   |   |   |   |   |    |   |
| |                    | Reporte |                    |                            |   |   |   |   |   |   |    |   |
| Detalle \| Equipo \| 1 \| 2 \| 3 \| 4 \| 5 \| 6 \| 7 \| 8 \| 9 \| C \| H \| E \| \| ------ \| - \| - \| - \| - \| - \| - \| - \| - \| - \| - \| -- \| - \| \| Leones \| 0 \| 0 \| 0 \| 0 \| 0 \| 4 \| 1 \| 0 \| 3 \| 8 \| 8 \| 0 \| \| Toros \| 0 \| 0 \| 0 \| 0 \| 0 \| 2 \| 2 \| 0 \| 0 \| 4 \| 10 \| 2 \|LG: Anthony Vizcaya LP: Hernando Chiquillo SV: Jorge de León HRs: LEO – Jordan Diaz Umpires: HP: Duración: 0h 00m |                    |         |                    |                            |   |   |   |   |   |   |    |   |
| Equipo | 1                  | 2       | 3                  | 4                          | 5 | 6 | 7 | 8 | 9 | C | H  | E |
| Leones | 0                  | 0       | 0                  | 0                          | 0 | 4 | 1 | 0 | 3 | 8 | 8  | 0 |
| Toros | 0                  | 0       | 0                  | 0                          | 0 | 2 | 2 | 0 | 0 | 4 | 10 | 2 |

| Equipo | 1 | 2 | 3 | 4 | 5 | 6 | 7 | 8 | 9 | C | H  | E |
| ------ | - | - | - | - | - | - | - | - | - | - | -- | - |
| Leones | 0 | 0 | 0 | 0 | 0 | 4 | 1 | 0 | 3 | 8 | 8  | 0 |
| Toros  | 0 | 0 | 0 | 0 | 0 | 2 | 2 | 0 | 0 | 4 | 10 | 2 |

| Juego 3, 19 de enero, 19:00 (UTC-5) | Leones de Montería | 14–3    | Toros de Sincelejo | Dieciocho de Junio, Montería |   |   |   |   |   |    |    |   |
| |                    | Reporte |                    |                              |   |   |   |   |   |    |    |   |
| Detalle \| Equipo \| 1 \| 2 \| 3 \| 4 \| 5 \| 6 \| 7 \| 8 \| 9 \| C \| H \| E \| \| ------ \| - \| - \| - \| - \| - \| - \| - \| - \| - \| -- \| -- \| - \| \| Toros \| 0 \| 1 \| 2 \| 0 \| 0 \| 0 \| 0 \| 0 \| 0 \| 3 \| 4 \| 1 \| \| Leones \| 0 \| 1 \| 0 \| 0 \| 4 \| 0 \| 9 \| 0 \| X \| 14 \| 14 \| 0 \|LG: Carlos Misell LP: Jackson Solarte HRs: LEO – Ibandel Isabel Umpires: HP: Duración: 0h 00m |                    |         |                    |                              |   |   |   |   |   |    |    |   |
| Equipo | 1                  | 2       | 3                  | 4                            | 5 | 6 | 7 | 8 | 9 | C  | H  | E |
| Toros | 0                  | 1       | 2                  | 0                            | 0 | 0 | 0 | 0 | 0 | 3  | 4  | 1 |
| Leones | 0                  | 1       | 0                  | 0                            | 4 | 0 | 9 | 0 | X | 14 | 14 | 0 |

| Equipo | 1 | 2 | 3 | 4 | 5 | 6 | 7 | 8 | 9 | C  | H  | E |
| ------ | - | - | - | - | - | - | - | - | - | -- | -- | - |
| Toros  | 0 | 1 | 2 | 0 | 0 | 0 | 0 | 0 | 0 | 3  | 4  | 1 |
| Leones | 0 | 1 | 0 | 0 | 4 | 0 | 9 | 0 | X | 14 | 14 | 0 |

| Juego 4, 20 de enero, 18:00 (UTC-5) | Leones de Montería | 0–5     | Toros de Sincelejo | Dieciocho de Junio, Montería |   |   |   |   |   |   |   |   |
| |                    | Reporte |                    |                              |   |   |   |   |   |   |   |   |
| Detalle \| Equipo \| 1 \| 2 \| 3 \| 4 \| 5 \| 6 \| 7 \| 8 \| 9 \| C \| H \| E \| \| ------ \| - \| - \| - \| - \| - \| - \| - \| - \| - \| - \| - \| - \| \| Toros \| 0 \| 1 \| 0 \| 0 \| 1 \| 0 \| 0 \| 1 \| 2 \| 5 \| 8 \| 1 \| \| Leones \| 0 \| 0 \| 0 \| 0 \| 0 \| 0 \| 0 \| 0 \| 0 \| 0 \| 3 \| 0 \|LG: Porfirio López LP: Karl L. Triana HRs: TOR – Manuel Joseph Umpires: HP: Duración: 0h 00m |                    |         |                    |                              |   |   |   |   |   |   |   |   |
| Equipo | 1                  | 2       | 3                  | 4                            | 5 | 6 | 7 | 8 | 9 | C | H | E |
| Toros | 0                  | 1       | 0                  | 0                            | 1 | 0 | 0 | 1 | 2 | 5 | 8 | 1 |
| Leones | 0                  | 0       | 0                  | 0                            | 0 | 0 | 0 | 0 | 0 | 0 | 3 | 0 |

| Equipo | 1 | 2 | 3 | 4 | 5 | 6 | 7 | 8 | 9 | C | H | E |
| ------ | - | - | - | - | - | - | - | - | - | - | - | - |
| Toros  | 0 | 1 | 0 | 0 | 1 | 0 | 0 | 1 | 2 | 5 | 8 | 1 |
| Leones | 0 | 0 | 0 | 0 | 0 | 0 | 0 | 0 | 0 | 0 | 3 | 0 |

| Juego 5, 21 de enero, 17:00 (UTC-5) | Leones de Montería | 6–11    | Toros de Sincelejo | Dieciocho de Junio, Montería |   |   |   |   |   |    |   |   |
| |                    | Reporte |                    |                              |   |   |   |   |   |    |   |   |
| Detalle \| Equipo \| 1 \| 2 \| 3 \| 4 \| 5 \| 6 \| 7 \| 8 \| 9 \| C \| H \| E \| \| ------ \| - \| - \| - \| - \| - \| - \| - \| - \| - \| -- \| - \| - \| \| Toros \| 0 \| 7 \| 1 \| 2 \| 0 \| 0 \| 0 \| 1 \| 0 \| 11 \| 0 \| 0 \| \| Leones \| 0 \| 0 \| 0 \| 2 \| 1 \| 0 \| 3 \| 0 \| 0 \| 6 \| 0 \| 0 \|LG: Eduard Rosales LP: Anthony Bizcaya HRs: TOR – Jorge Alfaro LEO – Jordan Díaz Umpires: HP: Duración: 0h 00m |                    |         |                    |                              |   |   |   |   |   |    |   |   |
| Equipo | 1                  | 2       | 3                  | 4                            | 5 | 6 | 7 | 8 | 9 | C  | H | E |
| Toros | 0                  | 7       | 1                  | 2                            | 0 | 0 | 0 | 1 | 0 | 11 | 0 | 0 |
| Leones | 0                  | 0       | 0                  | 2                            | 1 | 0 | 3 | 0 | 0 | 6  | 0 | 0 |

| Equipo | 1 | 2 | 3 | 4 | 5 | 6 | 7 | 8 | 9 | C  | H | E |
| ------ | - | - | - | - | - | - | - | - | - | -- | - | - |
| Toros  | 0 | 7 | 1 | 2 | 0 | 0 | 0 | 1 | 0 | 11 | 0 | 0 |
| Leones | 0 | 0 | 0 | 2 | 1 | 0 | 3 | 0 | 0 | 6  | 0 | 0 |

| Juego 6, 23 de enero, 19:00 (UTC-5) | Toros de Sincelejo | 3–6     | Leones de Montería | Veinte de enero, Sincelejo |   |   |   |   |   |   |    |   |
| |                    | Reporte |                    |                            |   |   |   |   |   |   |    |   |
| Detalle \| Equipo \| 1 \| 2 \| 3 \| 4 \| 5 \| 6 \| 7 \| 8 \| 9 \| C \| H \| E \| \| ------ \| - \| - \| - \| - \| - \| - \| - \| - \| - \| - \| -- \| - \| \| Leones \| 3 \| 0 \| 2 \| 0 \| 0 \| 1 \| 0 \| 0 \| 0 \| 6 \| 11 \| 0 \| \| Toros \| 0 \| 0 \| 0 \| 0 \| 0 \| 0 \| 0 \| 0 \| 3 \| 3 \| 7 \| 2 \|LG: Gueddy Guerra LP: Hernando Chiquillo SV: Dumas García HRs: LEO – Ibandel Isabel Umpires: HP: Duración: 0h 00m |                    |         |                    |                            |   |   |   |   |   |   |    |   |
| Equipo | 1                  | 2       | 3                  | 4                          | 5 | 6 | 7 | 8 | 9 | C | H  | E |
| Leones | 3                  | 0       | 2                  | 0                          | 0 | 1 | 0 | 0 | 0 | 6 | 11 | 0 |
| Toros | 0                  | 0       | 0                  | 0                          | 0 | 0 | 0 | 0 | 3 | 3 | 7  | 2 |

| Equipo | 1 | 2 | 3 | 4 | 5 | 6 | 7 | 8 | 9 | C | H  | E |
| ------ | - | - | - | - | - | - | - | - | - | - | -- | - |
| Leones | 3 | 0 | 2 | 0 | 0 | 1 | 0 | 0 | 0 | 6 | 11 | 0 |
| Toros  | 0 | 0 | 0 | 0 | 0 | 0 | 0 | 0 | 3 | 3 | 7  | 2 |

| Juego 7, 24 de enero, 19:00 (UTC-5) | Toros de Sincelejo | 3–5     | Leones de Montería | Veinte de enero, Sincelejo |   |   |   |   |   |   |   |   |
| |                    | Reporte |                    |                            |   |   |   |   |   |   |   |   |
| Detalle \| Equipo \| 1 \| 2 \| 3 \| 4 \| 5 \| 6 \| 7 \| 8 \| 9 \| C \| H \| E \| \| ------ \| - \| - \| - \| - \| - \| - \| - \| - \| - \| - \| - \| - \| \| Leones \| 0 \| 1 \| 0 \| 0 \| 0 \| 1 \| 1 \| 2 \| 0 \| 5 \| 8 \| 1 \| \| Toros \| 0 \| 0 \| 0 \| 0 \| 1 \| 0 \| 0 \| 0 \| 2 \| 3 \| 7 \| 2 \|LG: Anthony Vizcaya LP: Yesid Salazar SV: Jorge de León HRs: LEO – Robinson Cabrera Umpires: HP: Duración: 0h 00m |                    |         |                    |                            |   |   |   |   |   |   |   |   |
| Equipo | 1                  | 2       | 3                  | 4                          | 5 | 6 | 7 | 8 | 9 | C | H | E |
| Leones | 0                  | 1       | 0                  | 0                          | 0 | 1 | 1 | 2 | 0 | 5 | 8 | 1 |
| Toros | 0                  | 0       | 0                  | 0                          | 1 | 0 | 0 | 0 | 2 | 3 | 7 | 2 |

| Equipo | 1 | 2 | 3 | 4 | 5 | 6 | 7 | 8 | 9 | C | H | E |
| ------ | - | - | - | - | - | - | - | - | - | - | - | - |
| Leones | 0 | 1 | 0 | 0 | 0 | 1 | 1 | 2 | 0 | 5 | 8 | 1 |
| Toros  | 0 | 0 | 0 | 0 | 1 | 0 | 0 | 0 | 2 | 3 | 7 | 2 |

|                                          |
| Campeón Leones de Montería Tercer título |

## Los mejores
Temporada regular actualizada al 30 de diciembre 

### Bateadores
| Promedio de bateo (BA) | Promedio de bateo (BA) | Promedio de bateo (BA) |
| ---------------------- | ---------------------- | ---------------------- |
| 1                      | Efraín Contreras (CAI) | .376                   |
| 2                      | Reydel Medina (TIG)    | .308                   |
| 3                      | Manuel Joseph (TOR)    | .299                   |
| 4                      | Manuel Boscan (LEO)    | .295                   |
| 5                      | Diover Ávila (LEO)     | .290                   |

| Carreras anotadas (R) | Carreras anotadas (R)  | Carreras anotadas (R) |
| --------------------- | ---------------------- | --------------------- |
| 1                     | Manuel Joseph (TOR)    | 41                    |
| 2                     | Efraín Contreras (CAI) | 37                    |
| 3                     | Carlos Willougby (LEO) | 36                    |
| 4                     | Junior Sosa (LEO)      | 31                    |
| 5                     | Charlie Mirabal (TOR)  | 29                    |

| Carreras impulsadas (RBI) | Carreras impulsadas (RBI) | Carreras impulsadas (RBI) |
| ------------------------- | ------------------------- | ------------------------- |
| 1                         | Ibandel Isabel (LEO)      | 32                        |
| 2                         | Steve Brown (CAI)         | 29                        |
| 3                         | Jorge Alfaro (TOR)        | 25                        |
| 4                         | Reydel Medina (TIG)       | 22                        |
| 5                         | Manuel Joseph (TOR)       | 21                        |

| Bases Robadas (SB) | Bases Robadas (SB)    | Bases Robadas (SB) |
| ------------------ | --------------------- | ------------------ |
| 1                  | Luke Williams (TOR)   | 8                  |
| 2                  | Brallan Pérez (TIG)   | 8                  |
| 3                  | Junior Sosa (LEO)     | 6                  |
| 4                  | Sneider Batista (TIG) | 6                  |
| 5                  | Francisco Acuña (CAI) | 5                  |

| Jonrones (HR) | Jonrones (HR)        | Jonrones (HR) |
| ------------- | -------------------- | ------------- |
| 1             | Idandel Isabel (LEO) | 9             |
| 2             | Steve Brown (CAI)    | 5             |
| 3             | Manuel Joseph (TOR)  | 4             |
| 4             | Jose Sermo (LEO)     | 4             |
| 5             | Luke Williams (TOR)  | 3             |

| Hits (H) | Hits (H)               | Hits (H) |
| -------- | ---------------------- | -------- |
| 1        | Efraín Contreras (CAI) | 50       |
| 2        | Manuel Joseph (TOR)    | 47       |
| 3        | Luke Williams (TOR)    | 44       |
| 4        | Grenny Cumana (TOR)    | 42       |
| 5        | Steve Brown (CAI)      | 42       |

| Dobles (2B) | Dobles (2B)         | Dobles (2B) |
| ----------- | ------------------- | ----------- |
| 1           | Jordan Díaz (LEO)   | 11 (107 AB) |
| 2           | Reydel Medina (TIG) | 11          |
| 3           | Manuel Boscan (LEO) | 10          |
| 4           | Kyle Martin (CAI)   | 9           |
| 5           | Jose Sermo (LEO)    | 9           |

| Triples (3B) | Triples (3B)          | Triples (3B) |
| ------------ | --------------------- | ------------ |
| 1            | Junior Sosa (LEO)     | 2            |
| 2            | Juan C. Zabala (TOR)  | 2            |
| 3            | Harold Ramírez (TIG)  | 2            |
| 4            | Juan C. Zabala (TIG)  | 2            |
| 5            | Francisco Acuña (CAI) | 2            |

### Lanzadores
| Juegos Ganados | Juegos Ganados          | Juegos Ganados |
| -------------- | ----------------------- | -------------- |
| 1              | Gueddy Guerra (LEO)     | 5-1            |
| 2              | Carlos Piña (CAI)       | 5              |
| 3              | Anthony Vizacaya (LEO)  | 5              |
| 4              | Yesid Salazar (TOR)     | 5              |
| 5              | Jhonatan Escudero (CAI) | 4              |

| Efectividad | Efectividad             | Efectividad |
| ----------- | ----------------------- | ----------- |
| 1           | Carlos Piña (CAI)       | 1.76        |
| 2           | Jhonatan Escudero (CAI) | 2.09        |
| 3           | Gueddy Guerra (LEO)     | 2.39        |
| 4           | Arik Sikula (CAI)       | 2.81        |
| 5           | Porfirio López (TOR)    | 2.89        |

| Ponches | Ponches               | Ponches |
| ------- | --------------------- | ------- |
| 1       | Carlos Piña (CAI)     | 76      |
| 2       | Porfirio López (TOR)  | 60      |
| 3       | Gabe Perez (CAI)      | 53      |
| 4       | Julio Vivas (TIG)     | 53      |
| 5       | Anthony Vizcaya (LEO) | 41      |

| Juegos Salvados | Juegos Salvados     | Juegos Salvados |
| --------------- | ------------------- | --------------- |
| 1               | Jorge de León (LEO) | 11              |
| 2               | James Jones (CAI)   | 6               |
| 3               | Yonata Ortega (TOR) | 5               |
| 4               | Pedro Pérez (CAI)   | 1               |
| 5               | Ángel Vilchez (CAI) | 2               |

### Jugadores premiados
Estos fueron los premios entregados por Rawlings Gold Glove Awards a los mejores de la temporada.
| Categoría                   | Ganador          | Equipo   |
| --------------------------- | ---------------- | -------- |
| Mejor Bateador              | Efraín Contreras | Caimanes |
| Líder de Carreras Empujadas | Ibandel Isabel   | Leones   |
| Líder de Cuadrangulares     | Ibandel Isabel   | Leones   |
| Jugador más valioso         | Robinson Cabrera | Leones   |
| Mejor Lanzador              | Carlos Piña      | Caimanes |
| Mejor Receptor              | Carlos Martínez  | Leones   |
| Mejor 1° Base               | Kyle Martin      | Caimanes |
| Mejor 2° Base               | Grenny Cumana    | Toros    |
| Mejor 3° Base               | Dereck Campbell  | Caimanes |
| Mejor Short Stop            | Charlie Mirabal  | Toros    |
| Mejor Left field            | Diover Ávila     | Leones   |
| Mejor Center field          | Steve Brown      | Caimanes |
| Mejor Right field           | Ruby Silva       | Leones   |
| Mánager del Año             | Jair Fernández   | Leones   |
| Novato del Año              | Francisco Acuña  | Caimanes |